# Rob (série télévisée)
Pour les articles homonymes, voir Rob.
Rob est une série télévisée américaine en huit épisodes de 22 minutes créée et mettant en vedette Rob Schneider et diffusée entre le 12 janvier et le 1er mars 2012 sur le réseau CBS et au Canada sur le réseau Global.
Cette série est inédite dans les pays francophones.

## Synopsis
Un célibataire insensible finit par se marier et intègre une famille américo-mexicaine très unie.

## Distribution

### Acteurs principaux
- Rob Schneider : Rob
- Claudia Bassols (ca) : Maggie
- Cheech Marin : Fernando
- Diana Maria Riva : Rosa
- Eugenio Derbez : Hector
- Lupe Ontiveros : Abuelita

### Invités
- Ricky Rico : Pepe (épisodes 1, 2 et 6)
- Joaquin Garay III (en) : Tito (épisode 5)
- Eddie "Piolín" Sotelo (en) : Cousin Eduardo (épisode 5)
- Jenna Ortega : Girl (épisode 6)
- Jessica DiCicco : Crying Baby (voix) (épisode 6)
- Richard Wharton : Masseur (épisode 7)
- Fred Willard : George[2] (épisode 8)
- Edy Ganem : Monica (épisode 8)

## Production
Le projet de Rob Schneider débute en octobre 2010, et le pilote a été commandé en février 2011. Le mois suivant, Nadine Velazquez (Maggie), Tony Plana (Fernando) et Lupe Ontiveros décrochent des rôles principaux et tournent le pilote.
N'ayant pas été retenue lors des Upfronts en mai, CBS commande un nouveau pilote en juin avec des changements à la distribution, pour un lancement à la mi-saison 2011-2012. Quelques jours plus tard, Cheech Marin reprend le rôle de Fernando, puis en août, Claudia Bassols (ca) reprend le rôle de Maggie, et Diana Maria Riva reprend le rôle de Rosa (tenu par Ada Maris (en)).
Satisfait du nouveau pilote, CBS commande huit épisodes à la fin septembre.
Le 13 mai 2012, la série a été officiellement annulée par CBS.

## Épisodes
| № | Titre              | Réalisation      | Scénario                                  | Première diffusion | Audience (millions) |
| - | ------------------ | ---------------- | ----------------------------------------- | ------------------ | ------------------- |
| 1 | Pilot              | James Widdoes    | Lew Morton et Rob Schneider               | 12 janvier 2012    | 13,47               |
| 2 | Second Wedding     | Andrew D. Weyman | Phoef Sutton (en)                         | 19 janvier 2012    | 11,41               |
| 3 | The Pillow         | James Widdoes    | Chris Kelly                               | 26 janvier 2012    | 11,5                |
| 4 | Family Secrets     | Mark Cendrowski  | Michael Glouberman                        | 2 février 2012     | 11,06               |
| 5 | Rob Learns Spanish | John Whitesell   | Danny Jacobson et Norma Safford Vela (en) | 9 février 2012     | 10,74               |
| 6 | The Baby Bug       | Andrew Weyman    | Danny Jacobson et Norma Safford Vela      | 16 février 2012    | 10,65               |
| 7 | Romantic Weekend   | Andrew Weyman    | Joe Furey (en)                            | 23 février 2012    | 10,33               |
| 8 | Dad Comes to Visit | Andrew Weyman    | Laura Valdivia (af)                       | 1er mars 2012      | 8,99                |